# Helena Malotová-Jošková
Helena Malotová-Jošková, született Helena Jošková (Dubňany, 1939. január 8. – 2018. december 19.) világbajnoki ezüstérmes csehszlovák válogatott cseh kosárlabdázó.

## Pályafutása
1959 és 1970 között a Jiskra Kyjov, 1970–71-ben a KPS Brno, 1971 és 1974 között az NH Ostrava kosárlabdázója volt. A csehszlovák válogatott tagjaként két ezüst- és egy bronzérmet szerzett a világbajnokságokon. 1960 és 1972 között az Európa-bajnokságokon két ezüst- és három bronzérmet nyert a válogatottal.

## Sikerei, díjai
- Világbajnokság
  - ezüstérmes (2): 1964, 1971
  - bronzérmes: 1967
- Európa-bajnokság
  - ezüstérmes (2): 1962, 1966
  - bronzérmes (3): 1960, 1964, 1972